# 4-Stunden-Rennen von Barcelona 2025

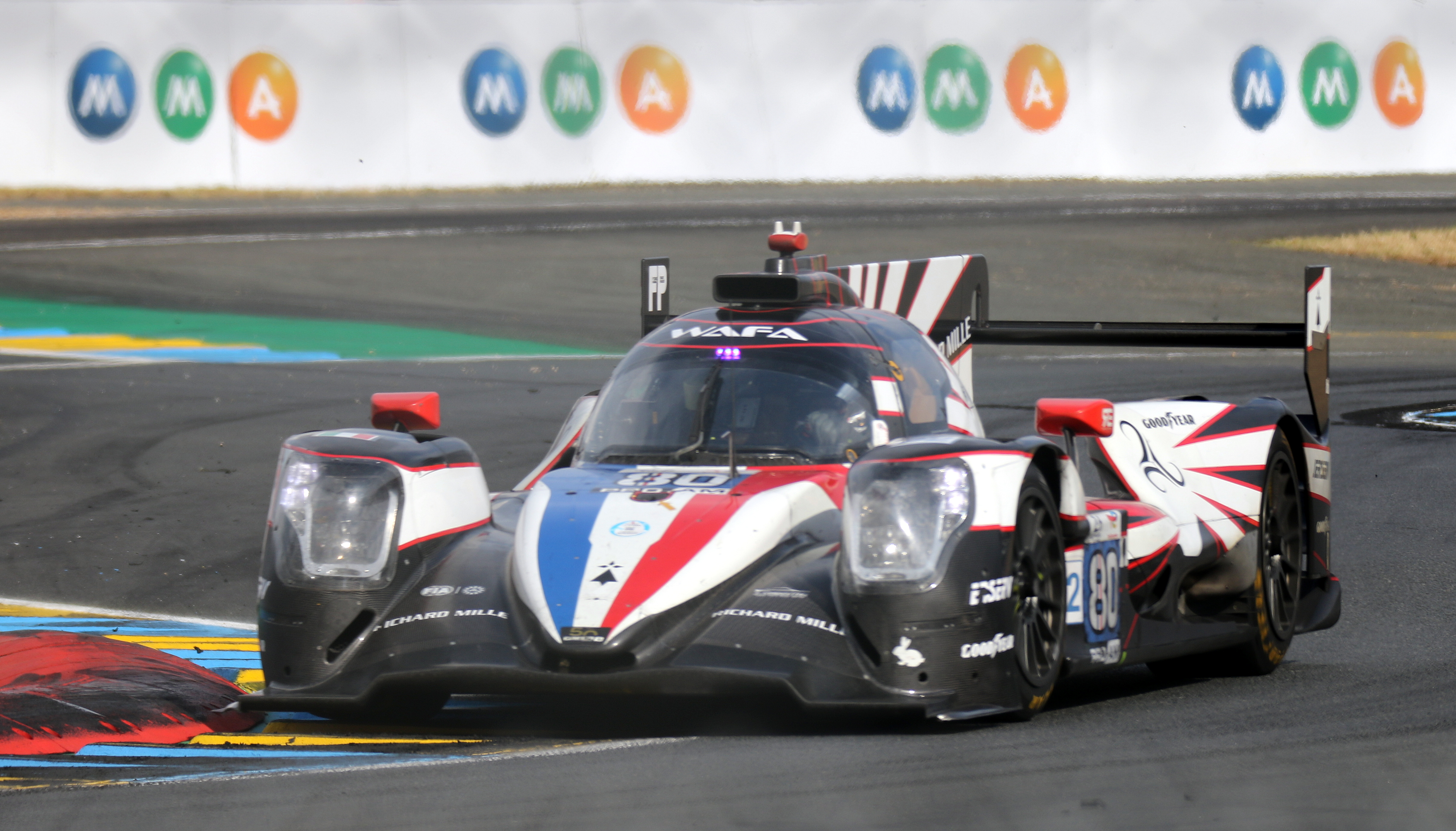
Der siegreichen AF Corse-Oreca 07, hier beim 24-Stunden-Rennen von Le Mans 2023

Das 4-Stunden-Rennen von Barcelona 2025, auch 4 Hours of Barcelona 2025, fand am 6. April auf dem Circuit de Barcelona-Catalunya statt und war der erste Wertungslauf der European Le Mans Series dieses Jahres.

## Das Rennen
Während in der LMP2-Klasse nach wie vor alle Rennteams mit dem langjährigen Standardmodell Oreca 07 fuhren, gab es in der LMP3-Klasse mit dem Ligier JS P325 ein neues Einsatzfahrzeug. Mit dem von einem 3,5-Liter-V-Sechszylindermotor und zwei Turboladern angetriebenen Fahrzeug gewannen bei dessen Debüt Adrien Closmenil, Theodor Jensen und Paul Lanchère die LMP3-Klasse. In der Gesamtwertung waren François Perrodo, Alessio Rovera und Matthieu Vaxivière im AF Corse-Oreca 07 erfolgreich. 

## Ergebnisse

### Schlussklassement
| 1           | LMP2 Pro/Am | 83 | AF Corse                  | François Perrodo Alessio Rovera Matthieu Vaxivière   | Oreca 07                         | 130 |
| 2           | LMP2        | 18 | IDEC Sport                | Jamie Chadwick Mathys Jaubert Daniel Juncadella      | Oreca 07                         | 130 |
| 3           | LMP2        | 48 | VDS Panis Racing          | Oliver Gray Esteban Masson Charles Milesi            | Oreca 07                         | 130 |
| 4           | LMP2        | 10 | Vector Sport              | Ryan Cullen Pietro Fittipaldi Vladislav Lomko        | Oreca 07                         | 130 |
| 5           | LMP2        | 37 | CLX Pure Racing           | Tom Blomqvist Aljaksandar Malychin Tristan Vautier   | Oreca 07                         | 130 |
| 6           | LMP2        | 25 | Algarve Pro Racing        | Lorenzo Fluxá Matthias Kaiser Théo Pourchaire        | Oreca 07                         | 130 |
| 7           | LMP2 Pro/Am | 20 | Algarve Pro Racing        | Olli Caldwell Kriton Lendoudis Alex Quinn            | Oreca 07                         | 130 |
| 8           | LMP2        | 22 | United Autosports         | Ben Hanley Manuel Maldonado Grégoire Saucy           | Oreca 07                         | 130 |
| 9           | LMP2        | 24 | Nielsen Racing            | Filipe Albuquerque James Allen Cem Bölükbaşı         | Oreca 07                         | 130 |
| 10          | LMP2 Pro/Am | 29 | TDS Racing                | Mathias Beche Clément Novalak Rodrigo Sales          | Oreca 07                         | 130 |
| 11          | LMP2 Pro/Am | 77 | Proton Competition        | René Binder Giorgio Roda Bent Viscaal                | Oreca 07                         | 130 |
| 12          | LMP2 Pro/Am | 21 | United Autosports         | Oliver Jarvis Marino Satō Daniel Schneider           | Oreca 07                         | 130 |
| 13          | LMP2        | 28 | IDEC Sport                | Paul-Loup Chatin Paul Lafargue Job van Uitert        | Oreca 07                         | 129 |
| 14          | LMP2 Pro/Am | 3  | DKR Engineering           | Laurents Hörr Georgios Kolovos Thomas Laurent        | Oreca 07                         | 129 |
| 15          | LMP2 Pro/Am | 27 | Nielsen Racing            | Ferdinand Habsburg Sérgio Sette Câmara Anthony Wells | Oreca 07                         | 129 |
| 16          | LMP2        | 34 | Inter Europol Competition | Luca Ghiotto Pedro Perino Jean-Baptiste Simmenauer   | Oreca 07                         | 128 |
| 17          | LMP3        | 17 | CLX Motorsport            | Adrien Closmenil Theodor Jensen Paul Lanchère        | Ligier JS P325                   | 124 |
| 18          | LMP3        | 15 | RLR MSport                | Nick Adcock Gillian Henrion Michael Jensen           | Ligier JS P325                   | 124 |
| 19          | LMP3        | 88 | Inter Europol Competition | Tim Creswick Douwe Dedecker Reece Gold               | Ligier JS P325                   | 124 |
| 20          | LMP2 Pro/Am | 99 | AO by TF Sport            | Dane Cameron Louis Delétraz P. J. Hyett              | Oreca 07                         | 124 |
| 21          | LMP3        | 68 | M Racing                  | Quentin Antonel Stéphane Tribaudini Yann Ehrlacher   | Ligier JS P325                   | 124 |
| 22          | LMP3        | 35 | Ultimate                  | Jean-Baptiste Lahaye Matthieu Lahaye Louis Stern     | Ligier JS P325                   | 124 |
| 23          | LMP2        | 43 | Inter Europol Competition | Tom Dillmann Jakub Śmiechowski Nick Yelloly          | Oreca 07                         | 122 |
| 24          | LMP3        | 12 | WTM by Rinaldi Racing     | Torsten Kratz Griffin Peebles Leonard Weiss          | Duqueine D09                     | 122 |
| 25          | LMGT3       | 85 | Iron Dames                | Sarah Bovy Michelle Gatting Célia Martin             | Porsche 911 GT3 R LMGT3          | 121 |
| 26          | LMGT3       | 57 | Kessel Racing             | Takeshi Kimura Daniel Serra Ben Tuck                 | Ferrari 296 GT3                  | 121 |
| 27          | LMGT3       | 60 | Proton Competition        | Matteo Cressoni Alessio Picariello Claudio Schiavoni | Porsche 911 GT3 R LMGT3          | 121 |
| 28          | LMGT3       | 55 | Spirit of Race            | Duncan Cameron Matt Griffin David Perel              | Ferrari 296 GT3                  | 121 |
| 29          | LMGT3       | 51 | AF Corse                  | Conrad Laursen Davide Rigon Charles-Henri Samani     | Ferrari 296 GT3                  | 121 |
| 30          | LMGT3       | 82 | TF Sport                  | Rui Andrade Charlie Eastwood Hiroshi Koizumi         | Chevrolet Corvette Z06 GT3.R     | 121 |
| 31          | LMGT3       | 59 | Racing Spirit of Léman    | Erwan Bastard Valentin Hasse-Clot Clément Mateu      | Aston Martin Vantage AMR GT3 Evo | 121 |
| 32          | LMGT3       | 86 | GR Racing                 | Tom Fleming Riccardo Pera Mike Wainwright            | Ferrari 296 GT3                  | 121 |
| 33          | LMGT3       | 50 | Richard Mille AF Corse    | Riccardo Agostini Custodio Toledo Lilou Wadoux       | Ferrari 296 GT3                  | 121 |
| 34          | LMGT3       | 74 | Kessel Racing             | Andrew Gilbert Miguel Molina Fran Rueda              | Ferrari 296 GT3                  | 120 |
| 35          | LMGT3       | 23 | United Autosports         | Michael Birch Wayne Boyd Garnet Patterson            | McLaren 720S GT3 Evo             | 120 |
| 36          | LMGT3       | 66 | JMW Motorsport            | Gianmaria Bruni Jason Hart Scott Noble               | Ferrari 296 GT3                  | 120 |
| 37          | LMP3        | 31 | Racing Spirit of Léman    | Marius Fossard Jean-Ludovic Foubert Jacques Wolff    | Ligier JS P325                   | 113 |
| 38          | LMP3        | 8  | Team Virage               | Rik Koen Daniel Nogales Jacek Zielonka               | Ligier JS P325                   | 111 |
| 39          | LMP2        | 9  | Iron Lynx-Proton          | Matteo Cairoli Macéo Capietto Jonas Ried             | Oreca 07                         | 110 |
| Ausgefallen |             |    |                           |                                                      |                                  |     |
| 40          | LMP2        | 47 | CLX Motorsport            | Pipo Derani Manuel Espírito Santo Enzo Fittipaldi    | Oreca 07                         | 120 |
| 41          | LMP3        | 4  | DKR Engineering           | Wyatt Brichacek Mikkel Gaarde Pedersen Antti Rammo   | Ginetta G61-LT-P3 Evo            | 114 |
| 42          | LMP2        | 30 | Duqueine Team             | Reshad de Gerus Roy Nissany Francesco Simonazzi      | Oreca 07                         | 111 |
| 43          | LMP3        | 11 | EuroInternational         | Ian Aguilera Sebastian Gravlund Fabien Michal        | Ligier JS P325                   | 101 |
| 44          | LMGT3       | 63 | Iron Lynx                 | Martin Berry Lorcan Hanafin Fabian Schiller          | Mercedes-AMG GT3 Evo             | 93  |

### Nur in der Meldeliste
Zu diesem Rennen sind keine weiteren Meldungen bekannt.

### Klassensieger
| Klasse      | Fahrer           | Fahrer           | Fahrer             | Fahrzeug                | Platzierung im Gesamtklassement |
| ----------- | ---------------- | ---------------- | ------------------ | ----------------------- | ------------------------------- |
| LMP2        | Jamie Chadwick   | Mathys Jaubert   | Daniel Juncadella  | Oreca 07                | Rang 2                          |
| LMP2 Pro/Am | François Perrodo | Alessio Rovera   | Matthieu Vaxivière | Oreca 07                | Gesamtsieg                      |
| LMP3        | Adrien Closmenil | Theodor Jensen   | Paul Lanchère      | Ligier JS P325          | Rang 17                         |
| LMGT3       | Sarah Bovy       | Michelle Gatting | Célia Martin       | Porsche 911 GT3 R LMGT3 | Rang 25                         |

### Renndaten
- Gemeldet: 44
- Gestartet: 44
- Gewertet: 39
- Rennklassen: 4
- Zuschauer: unbekannt
- Wetter am Renntag: warm und trocken
- Streckenlänge: 4,657 km
- Fahrzeit des Siegerteams: 4:00:52,521 Stunden
- Gesamtrunden des Siegerteams: 130
- Gesamtdistanz des Siegerteams: 605,410 km
- Siegerschnitt: unbekannt
- Pole Position: Reshad de Gerus – Oreca 07 (#30) – 1:27,644 = 191,200 km/h
- Schnellste Rennrunde: Luca Ghiotto – Oreca 07 (#34) – 1:32,082
- Rennserie: 1. Lauf zur European Le Mans Series 2025